# Dynatus burmeisteri
Dynatus burmeisteri är en biart som först beskrevs av Hermann Burmeister 1861.  Dynatus burmeisteri ingår i släktet Dynatus och familjen grävsteklar. Inga underarter finns listade i Catalogue of Life.